# Feelin' So Good
Feelin' So Good (Cítím se tak dobře) je v pořadí čtvrtá píseň z debutového alba On the 6 americké zpěvačky Jennifer López. V písni je pomáhá dvojice rapperů Big Pun a Fat Joe.

## Umístění ve světě
| Hitparáda (2000) | Umístění |
| ---------------- | -------- |
| Austrálie        | 20       |
| Kanada           | 7        |
| Nizozemsko       | 30       |
| Německo          | 39       |
| Japonsko         | 100      |
| Mexiko           | 17       |
| Nový Zéland      | 11       |
| Švédsko          | 58       |
| Švýcarsko        | 22       |
| Velká Británie   | 15       |
| USA              | 51       |

## Úryvek textu
I'm feeling so good
I knew I would
Been taking care of myself
Like I should
'Cause not one thing
Can bring me down
Nothing in this world gonna turn me round…